# Gül Arcan
Gül Arcan Gürses (* 24. Oktober 1959 in Ankara) ist eine türkische Schauspielerin.

## Leben und Karriere
Arcan wurde am 20. Oktober 1959 in Ankara geboren. Sie studierte an der Universität Ankara. Von 1985 bis 2015 war sie mit dem Schauspieler Atilla Arcan verheiratet. Aus der Ehe hat sie 4 Kinder.
Ihr Debüt gab sie 1986 in dem Film Muhteşem Serseri. Anschließend trat sie 1988 in Mikrop auf. Unter anderem spielte sie 2000 in der Fernsehserie Ona Bakma Bana Bak mit. Außerdem bekam sie 2014 eine Rolle in İki Dünya Arasında. Von 2017 bis 2018 wurde Arcan für die Serie Adını Sen Koy gecastet. Zwischen 2019 und 2022 setzte sie ihre Karriere in Yemin fort. 2022 war Arcan in der Serie Kadere Karşı zu sehen.

## Filmografie
- 1986: Muhteşem Serseri
- 1988: Mikrop
- 1994: Binbir Surat (Fernsehserie)
- 2000: Ona Bakma Bana Bak (Fernsehserie)
- 2002: Gülbeyaz (Fernsehserie)
- 2007: Çok Özel Tim (Fernsehserie)
- 2014: İki Dünya Arasında (Fernsehserie)
- 2017–2018: Adını Sen Koy (Fernsehserie)
- 2019–2022: Yemin (Fernsehserie)
- 2021: Zebun
- 2022: Kadere Karşı (Fernsehserie)